# Orquestra Roja

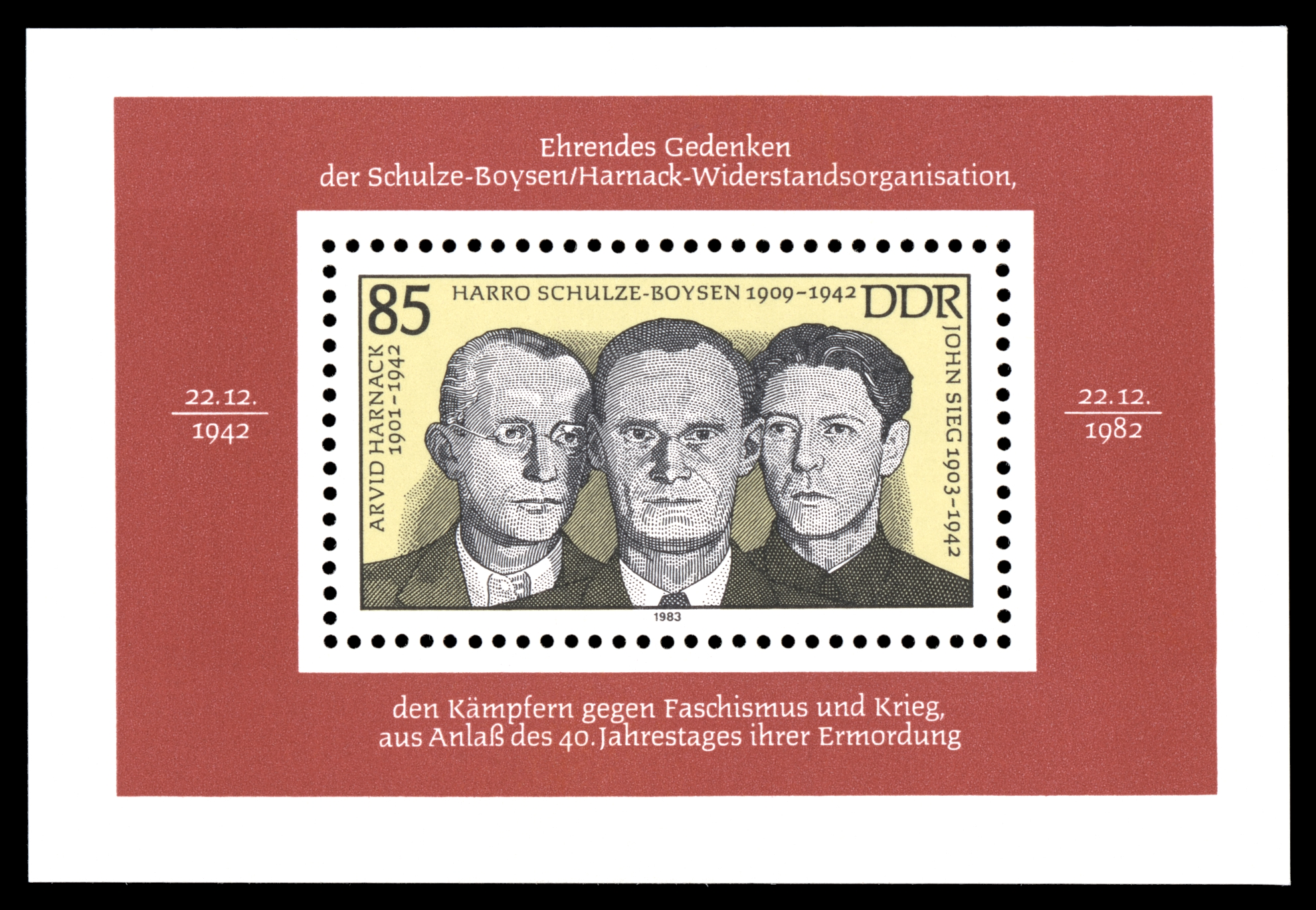
Segell postal en tribut

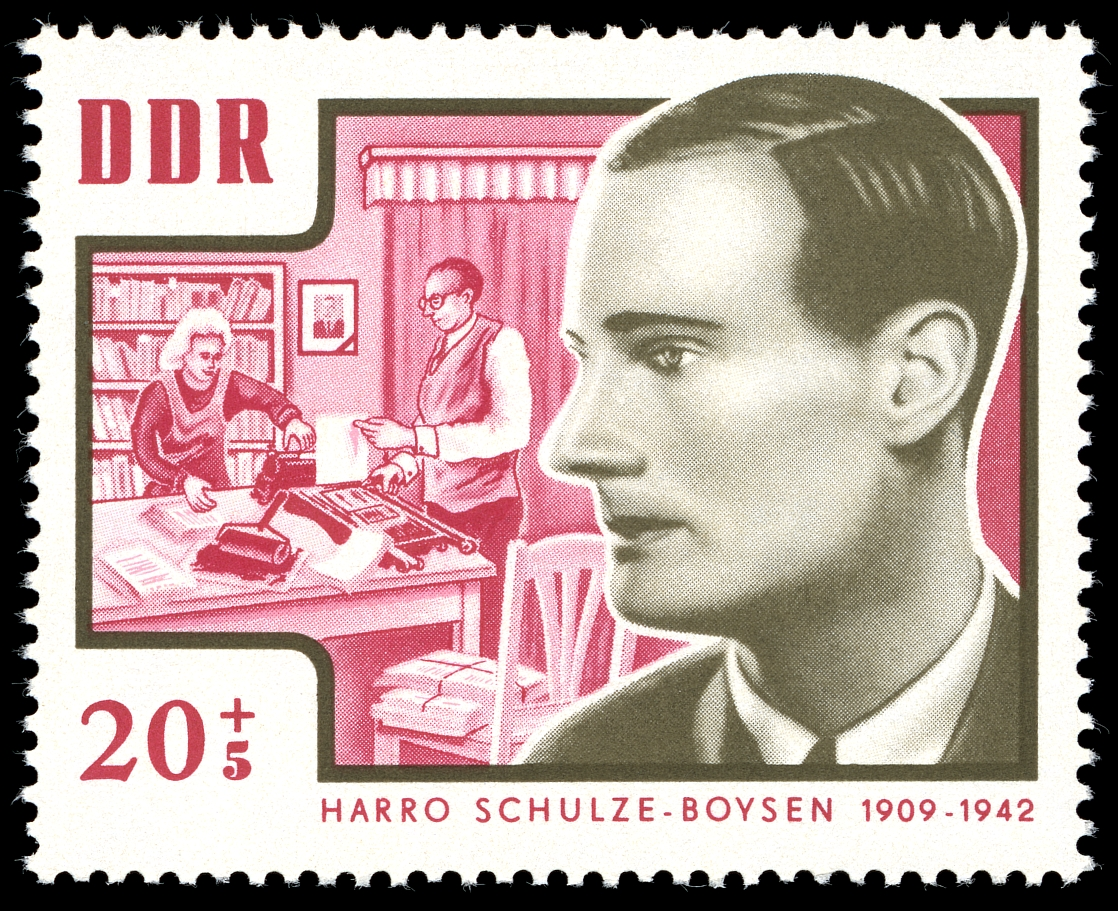
Harro Schulze Boysen (1909-1942)

Emblema del NKVD, agència soviètica d'espionatge que organitzà l'Orquestra Roja.

L'Orquestra Roja o Capella Vermella (en alemany: Die Rote Kapelle) va ser una xarxa d'espionatge comunista formada durant la Segona Guerra Mundial integrada per ciutadans alemanys contra els nazis.

## Història
Va començar a formar-se en 1939, quan Leopold Trepper un agent del Servei d'Intel·ligència de la URSS, va establir una xarxa d'intel·ligència. La formació de la xarxa va succeir després de les purgues estalinistes, on va caure com a capitost el llegendari Mariscal de la Unió Soviètica Mikhaïl Tukhatxevski, en el marc de la política no-bel·ligerant amb l'Alemanya nazi (Pacte de No Agressió Molotov-Ribbentrop).
La seva missió era recollir informació als Països Baixos, França, Suïssa i Alemanya. El cercle d'espies tenia tres branques importants: la xarxa francesa, belga i l'holandesa; la xarxa de Berlín; i el Cercle de "Lucy" que operava en la segura i neutral Suïssa. També va haver-hi una xarxa japonesa. Els membres de la xarxa eren coneguts pels alemanys com a "pianistes", atès que transmetien els seus missatges usant el telègraf operat manualment. La xarxa va aportar informació prioritàriament als soviètics, però també la compartia amb els aliats anglesos.
La importància de la xarxa de Berlín en la Segona Guerra Mundial va ser primordial per desmantellar l'estratègia alemanya en la batalla de Stalingrad (l'Orquestra Roja va causar almenys la mort de 250.000 soldats de l'Eix subministrant detalls estratègic-operatius del Front de l'Est, i també va intervenir subministrant informacions sobre fabricació d'armes i els coets V1 i V2).
Per saber, sabia fins i tot la data exacta de l'entrada d'Alemanya en guerra contra la URSS, informació sobradament contrastada que Stalin es va negar a creure. Els alemanys van descobrir la xarxa per casualitat, en Bèlgica, a finalitats de 1941; la recerca els va revelar que era la xarxa d'espionatge més àmplia i profunda que posseïen els Aliats.
L'contrainteligència alemanya va acabar descobrint setanta-quatre emissores de l'Orquestra Roja; més tard es va descobrir que eren més de cinc-centes. Les principals funcionaven en Lieja, Gant, Brussel·les, Istanbul, Atenes, Belgrad, Ginebra, Viena, Roma, París, Amsterdam, Berlín, Neuchâtel, Madrid, Barcelona, Anvers, Estocolm, Copenhaguen, Trondheim, Lió, Marsella i Lilla. Només en París hi havia una trentena.
En aquestes activitats va participar la xarxa suïssa coneguda com a Trio Roig. El seu principal agent era Rudolf Roessler, de nom en clau "Lucy", amb un o diversos importantíssims informants dins de l'OKH, encara avui desconeguts; el seu major èxit van ser les informacions prèvies a la Operació Citadelle. Roessler era considerat un patriota pels seus amics, però passava informació a través de Suïssa a l'agent Alejandro Radolfi (Sandor Radó), àlies "Dora", que retransmetia els seus informes a Moscou. La seva germana estava casada amb el director d'orquestra Hermann Scherchen, també col·laborador.
Molts dels agents eren alemanys dels més diversos estrats de la societat, artistes, escriptors, estudiants, comerciants i militars amb tendències polítiques oposades al règim, no necessàriament comunistes. Però el nucli dirigent estava format per comunistes confesos que havien pogut escapar a la repressió hitleriana: el tinent de la Luftwaffe Harro Schulze-Boysen, nebot segon de l'almirall Tirpitz, i Arvid Harnack del Ministeri d'Economia del Reich, nebot del famós historiador Adolf von Harnack.
L'escriptor Adam Kuckhoff, el segon tinent Herbert Gollnow, J. Wenzel, agent de la Internacional Comunista < Brussel·les, la comtessa Ericka de Brockdroff i el professor W. Kraus (Marburg), qui distribuïa el periòdic il·legal El Front Interior, repartia octavetes i reclutava treballadors immigrants. Ilse Stöme estava infiltrada en el Servei d'Informació d'Assumptes Estrangers; el coronel de la Luftwaffe Erwin Gras i Horts Helmamm, que operava en l'oficina de claus del contraespionatge, la ballarina Olga Schottmüller, la vident Anna Krause i el diplomàtic Rudolf von Scheliha. Igual que altres associacions com el Front Negre i la Rosa Blanca, lluitaven contra Hitler des de dins.
L'eficàcia de la xarxa va arribar a ser tal que qualsevol decisió de l'Alt Estat Major alemany (OKH) es coneixia pels Aliats només amb una diferència de nou hores des que era presa. Però potser el més famós i anònim espia de l'Orquestra Roja va ser Leopold Trepper, qui va dissenyar l'arquitectura de la xarxa i era conegut com a "Gran Cap", i s'ocupava de la xarxa francobelga.
La xarxa berlinesa de l'Orquestra Roja va ser desmantellada en part per la Gestapo el 31 d'agost de 1942. Es van fer més de 600 arrests a Brussel·les, París i Berlín. Entre els arrestats hi havia membres de l'Abwehr, Ministeri de Propaganda, Ministeri del Treball, Ministeri de l'Exterior i l'oficina administrativa de la ciutat de Berlín. El desembre de 1941 els serveis secrets nazis descobriren el transmissor de Trepper a Brussel·les. El mateix Trepper fou arrestat a París el 5 de desembre de 1942. Aleshores va acceptar treballar per als alemanys i va començar a transmetre desinformació a Moscou, que podria haver inclòs advertències ocultes. El setembre del 1943 va escapar i va quedar amagat amb la Resistència francesa.
Els processos judicials es van portar en el més estricte secret; va haver-hi 58 condemnes a mort, els homes penjats i les dones guillotinades, i moltes altres a cadena perpètua. Suzanne Spaak fou executada a la presó de Fresnes, només tretze dies abans de l'alliberament de París en 1944. El mateix Trepper va sobreviure a la guerra.

## Membres del grup

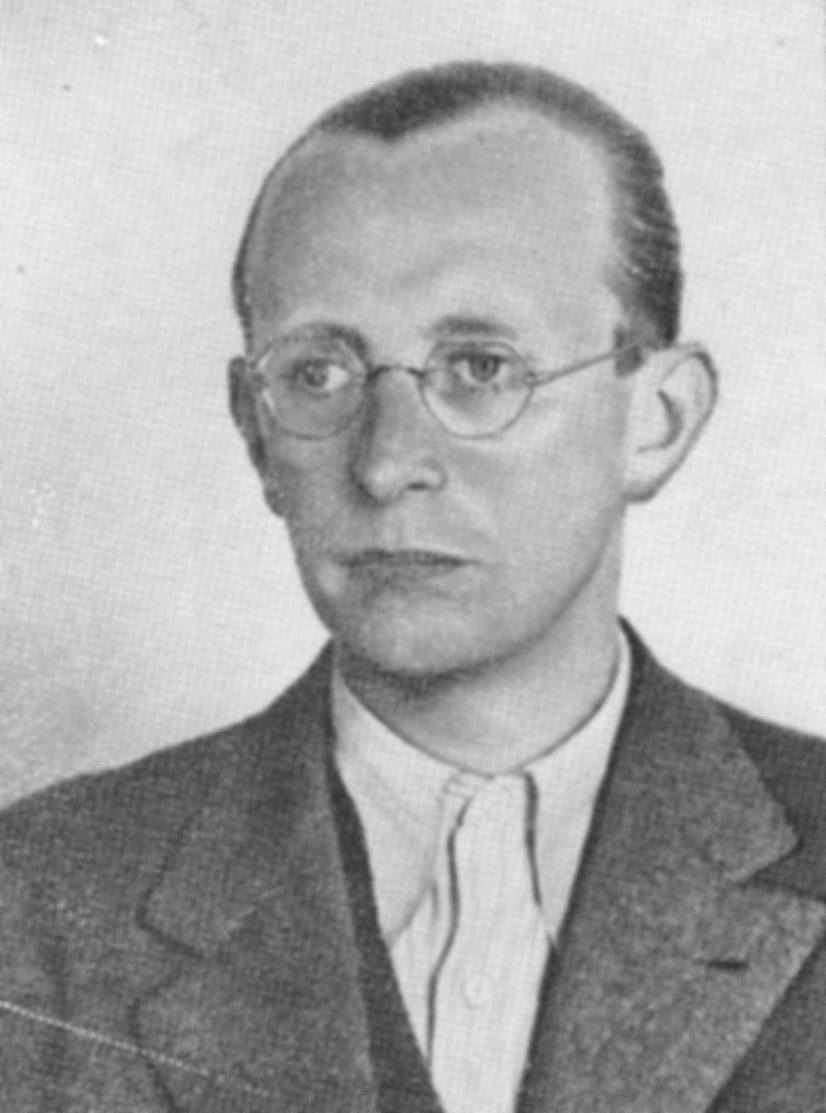
Arvid Harnack
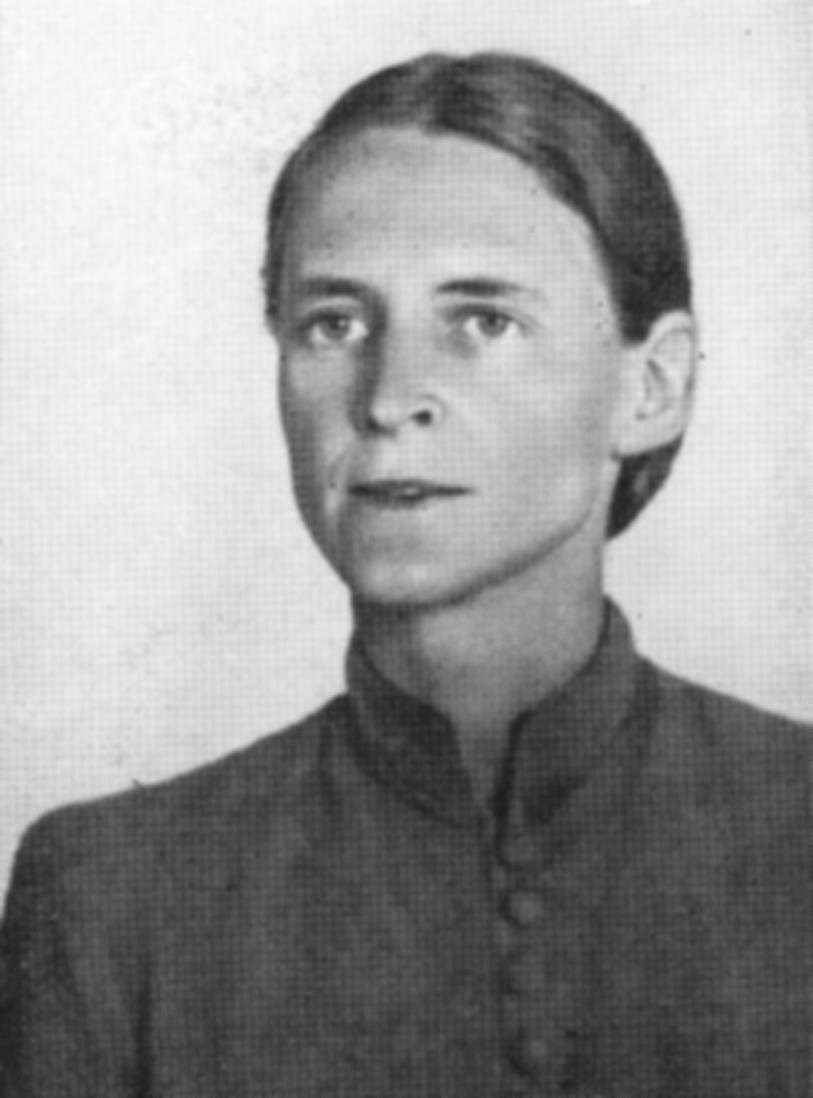
Mildred Harnack
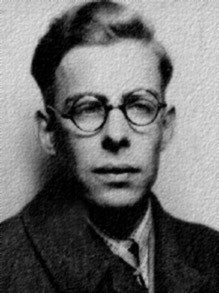
Hans Coppi
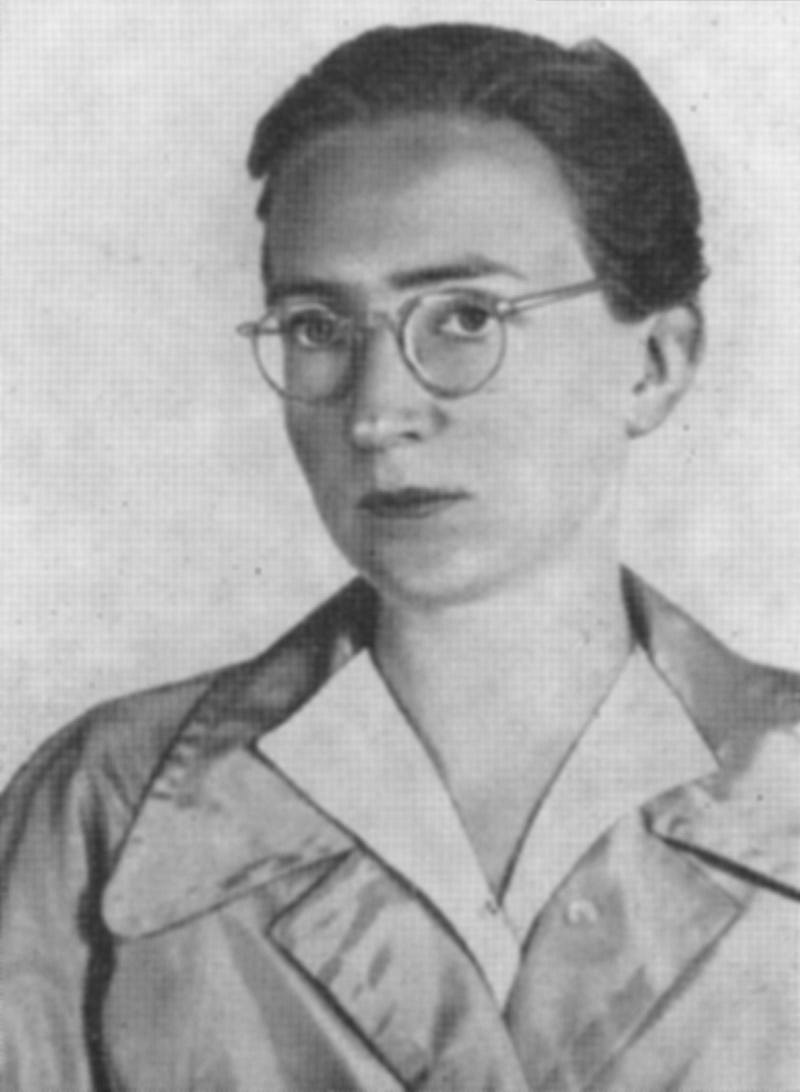
Hilda Coppi
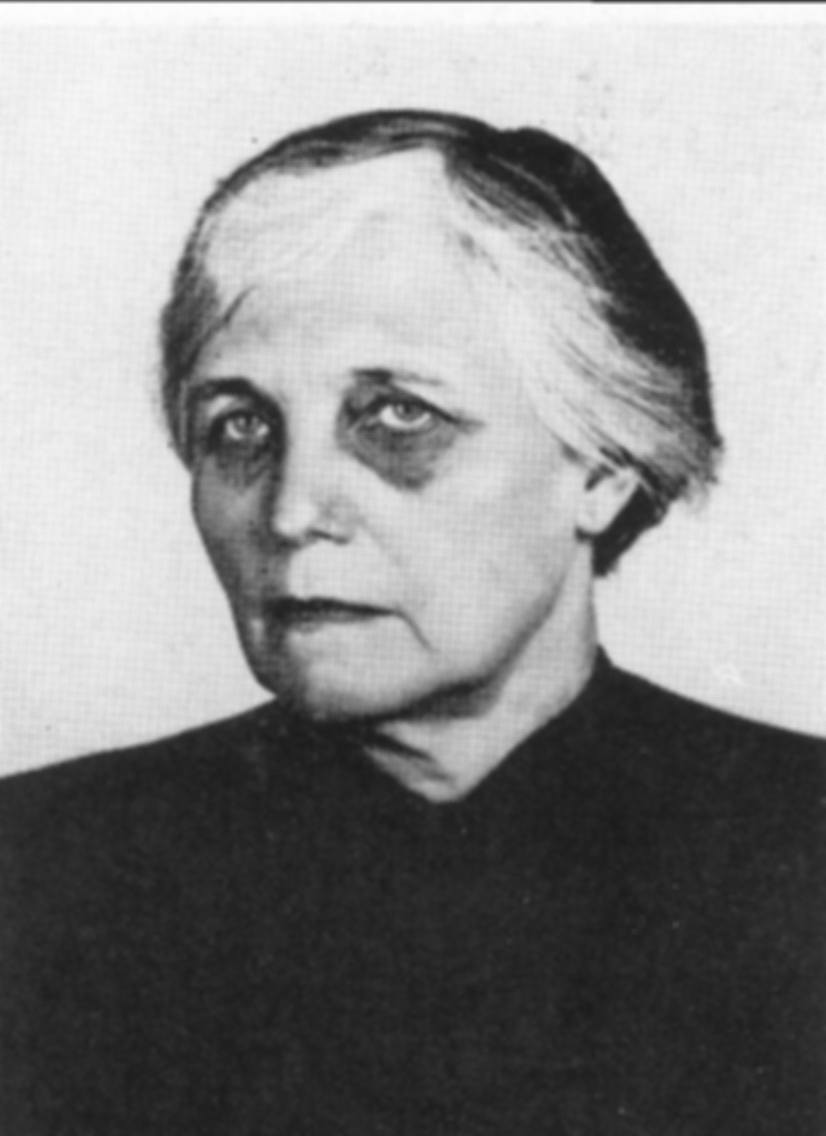
Anna Kraus
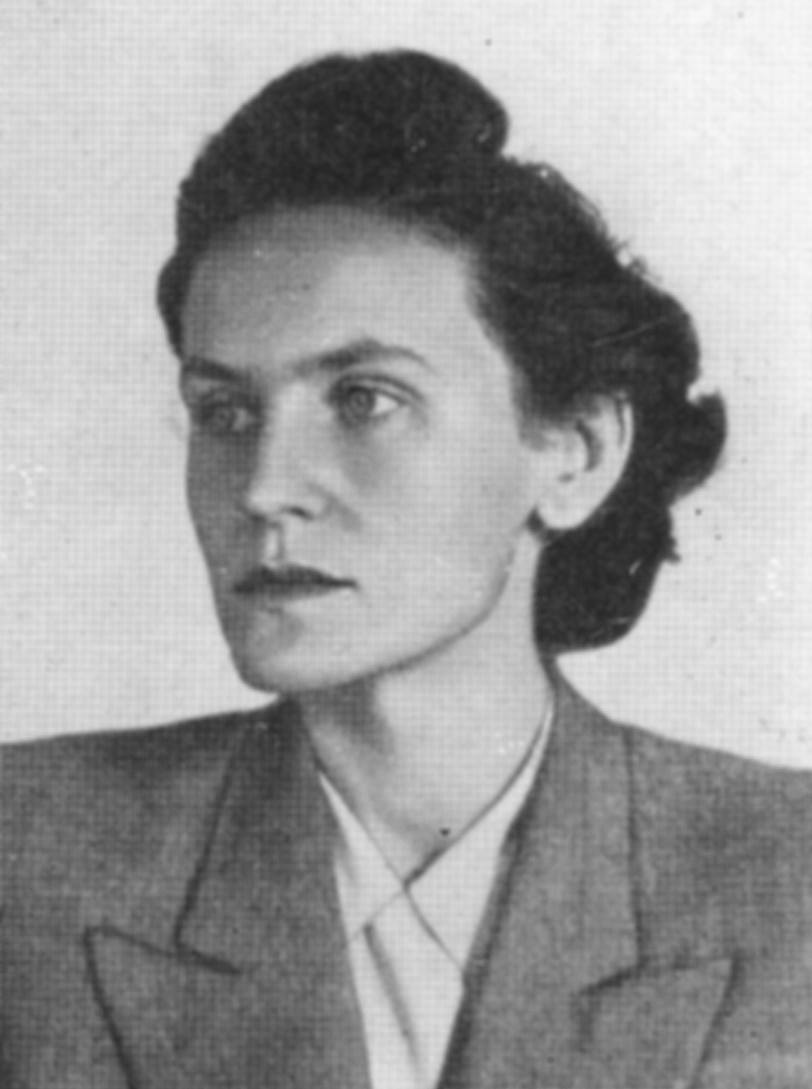
Ilse Stöbe
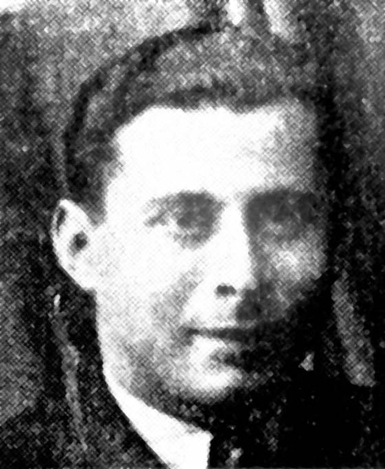
Hersz Sokol